# Cyanoloxia rothschildii
Espèce
Synonymes
- Cyanocompsa cyanoides rothschildii (Bartlett, 1890)[2]
- Cyanocompsa rothschildii (Bartlett, 1890)[2]
- Guiraca rothschildii Bartlett, 1890

Statut de conservation UICN

 LC  : Préoccupation mineure
Cyanoloxia rothschildii est une espèce d'oiseaux de la famille des Cardinalidae. Elle est endémique d'Amérique du Sud.

## Systématique
L'espèce Cyanoloxia rothschildii a été initialement décrite en 1890 par Edward Bartlett sous le protonyme de Guiraca rothschildii.

## Étymologie
Son nom spécifique, rothschildii, lui a été donné en l'honneur de Walter Rothschild (1868-1937), politicien et zoologiste britannique.

## Publication originale
- (en) Edward Bartlett, « XVIII.—On a new species of Guiraca », Annals and Magazine of Natural History, Londres, Taylor & Francis, vol. 6, no 32,‎ 1890, p. 168-169 (ISSN 0374-5481, OCLC 1481361, DOI 10.1080/00222939008694016, lire en ligne).